# Bovenden
Bovenden è un comune mercato di 13 972 abitanti, della Bassa Sassonia, in Germania.
Appartiene al circondario (Landkreis) di Gottinga (targa GÖ).